# Kristian Sørli
Kristian Hoem Sørli (Trondheim, 8 agosto 1976) è un ex calciatore e allenatore di calcio norvegese, di ruolo difensore.

## Carriera

### Club
Sørli iniziò la carriera con la maglia dello Strindheim. Con questa maglia debuttò anche nella Tippeligaen, in data 22 aprile 1995: fu infatti titolare nel pareggio per uno a uno in casa dello Hødd. Nel 1996 passò al Rosenborg, squadra in cui giocò per tre stagioni e con cui vinse altrettanti campionati.
Nel 1999 passò allo Start e, nel 2001, al Viking. Esordì per quest'ultima squadra il 29 aprile dello stesso anno, sostituendo Bjørn Dahl nel successo per quattro a zero sul Tromsø. L'11 agosto 2002 siglò la prima rete per la squadra in campionato, nella vittoria per quattro a uno sullo Start.
Nel 2006 passò allo Strømsgodset, squadra militante in Adeccoligaen e per cui disputò il primo incontro il 9 aprile: il risultato finale fu un pareggio per uno a uno contro lo Hødd.
Nel 2009 si trasferì allo Stavanger e l'anno seguente diventò anche allenatore del club. Il 5 gennaio 2011 diventò un calciatore del Ranheim. Il 21 gennaio 2013, fece ritorno allo Strindheim.

## Palmarès

### Giocatore

#### Club

##### Competizioni nazionali
- Tippeligaen: 3

Rosenborg: 1996, 1997, 1998